# لارنس استودارد
لارنس استودارد (انگلیسی: Laurence Stoddard; ۲۲ دسامبر ۱۹۰۳ – ۲۶ ژانویهٔ ۱۹۹۷) قایقران روئینگ اهل ایالات متحده آمریکا بود.